# Список сеньоров и герцогов де Майен

Герб герцогов де Майен

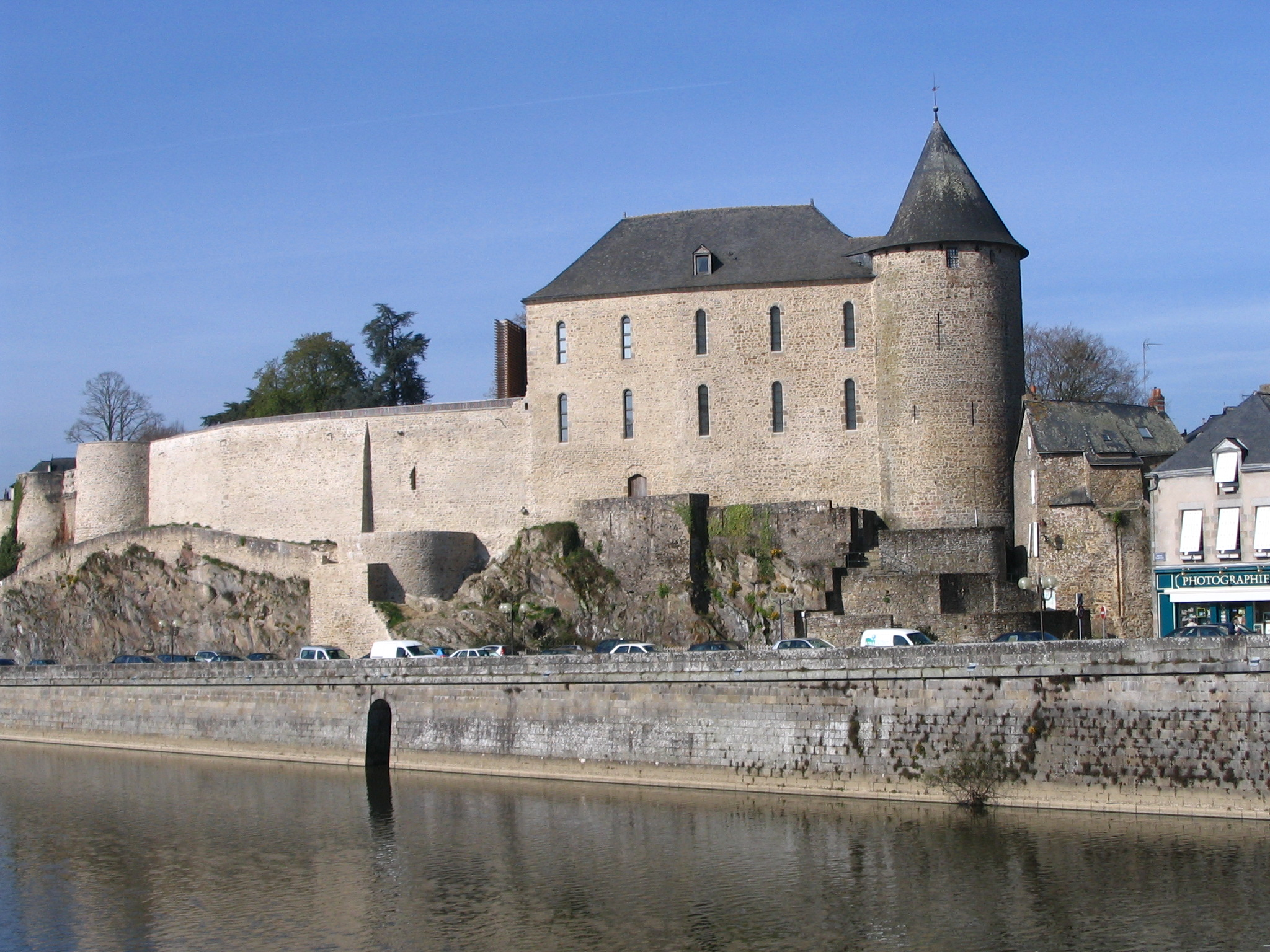
Замок де Майен

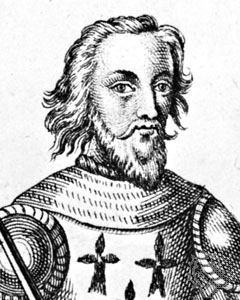
Шарль де Блуа

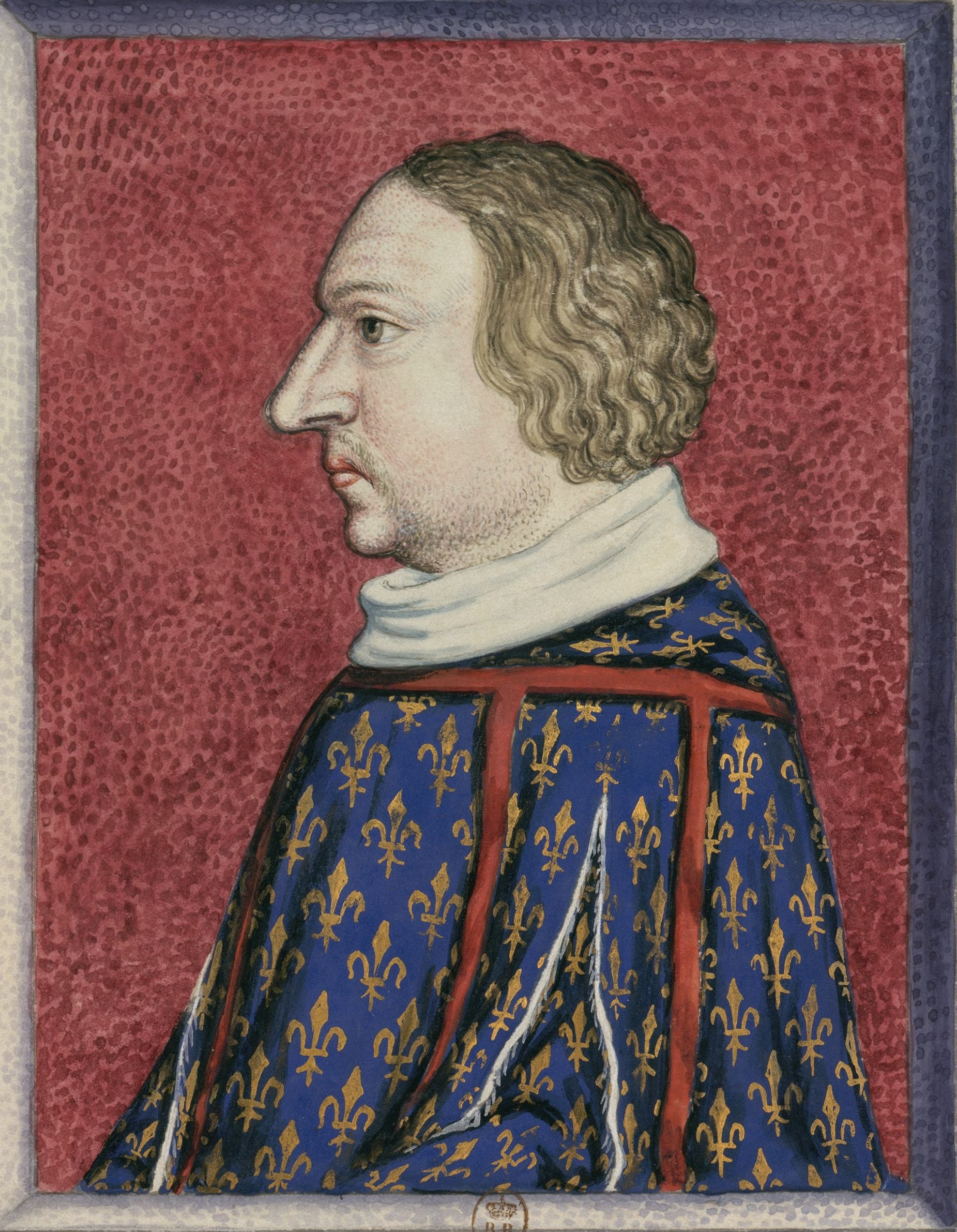
Людовик I Анжуйский (1339—1384)

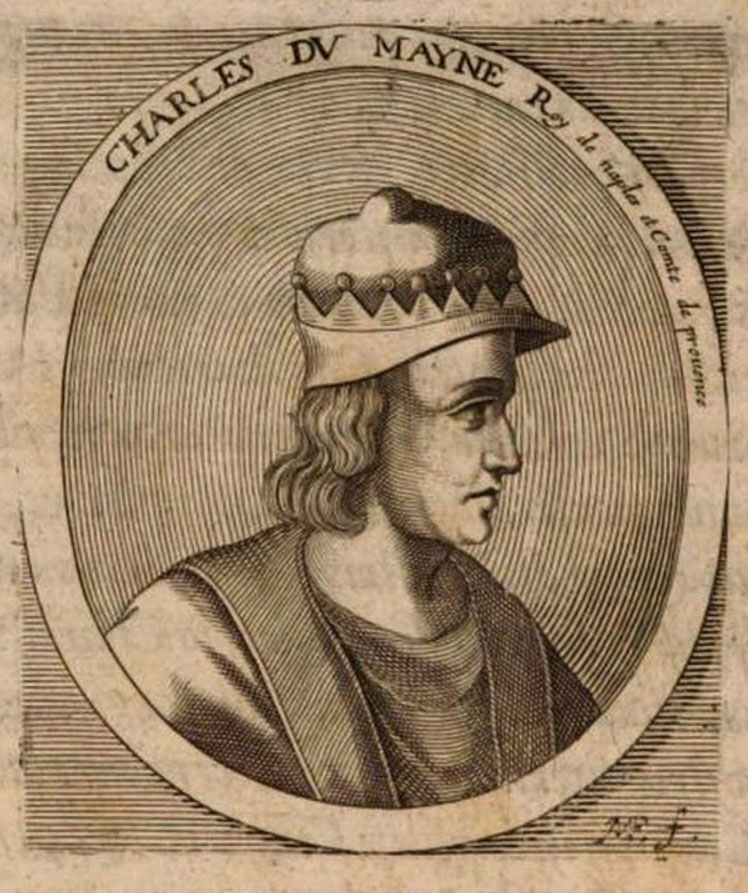
Карл IV Анжуйский

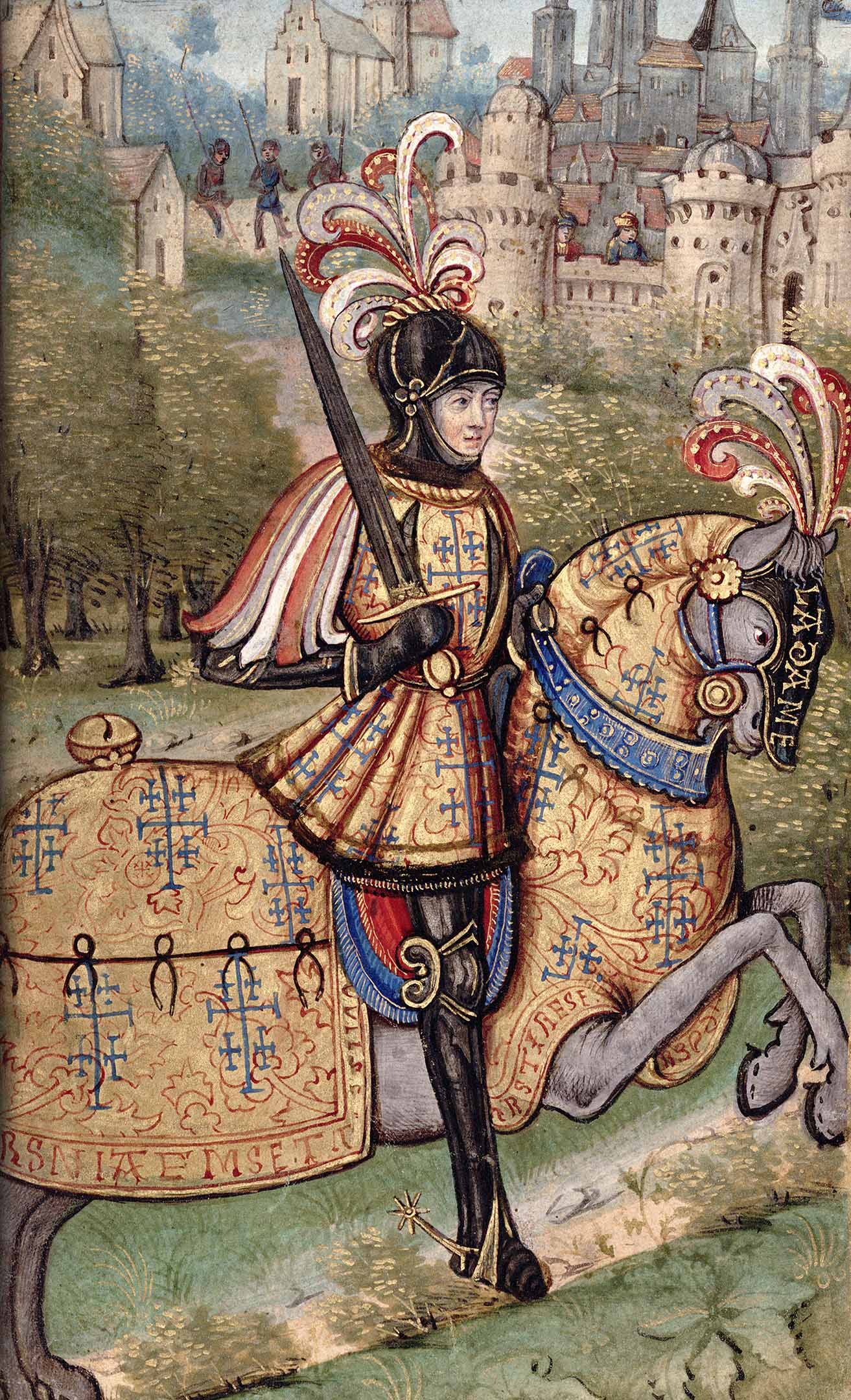
Рене II, герцог Лотарингский

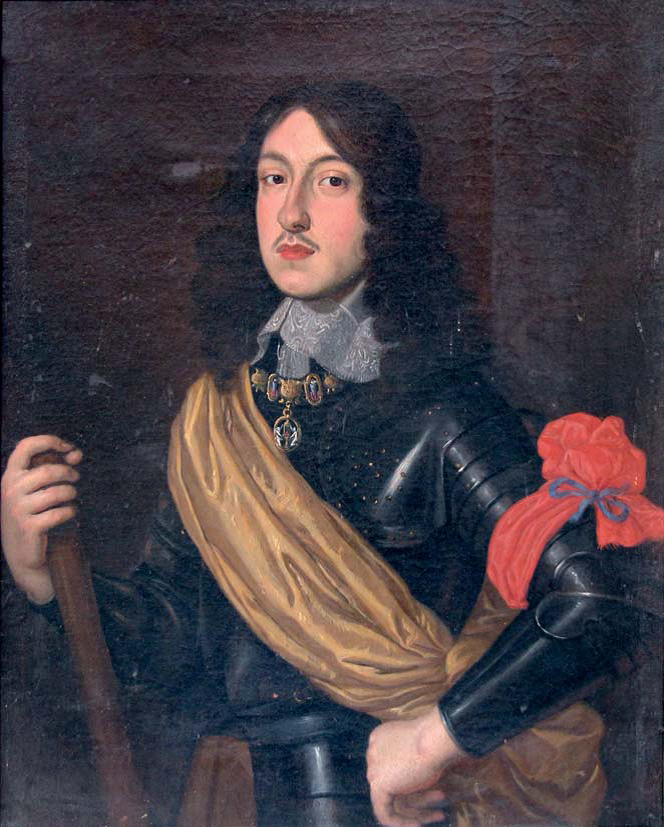
Карл III Гонзага, герцог де Майен (1629—1665)

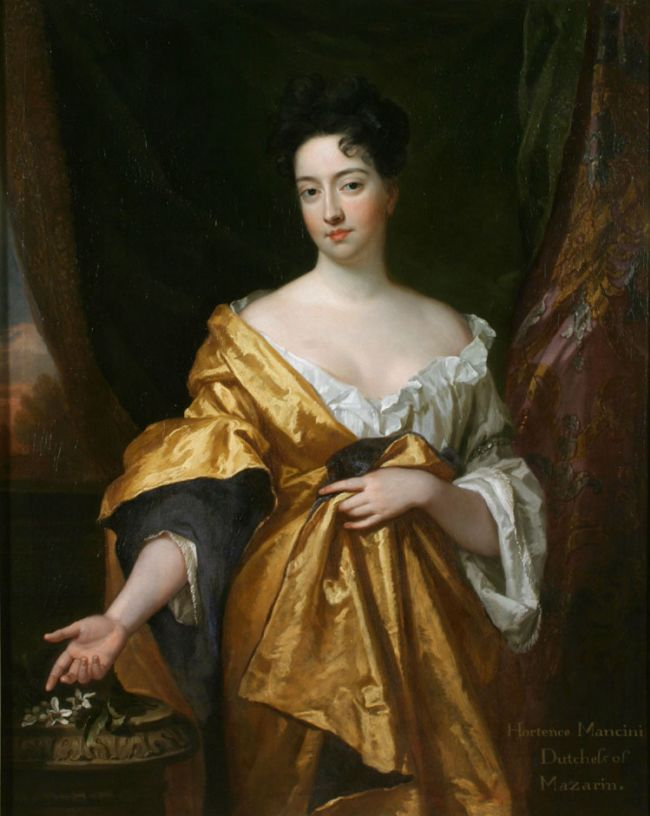
Гортензия Манчини (1646—1699)

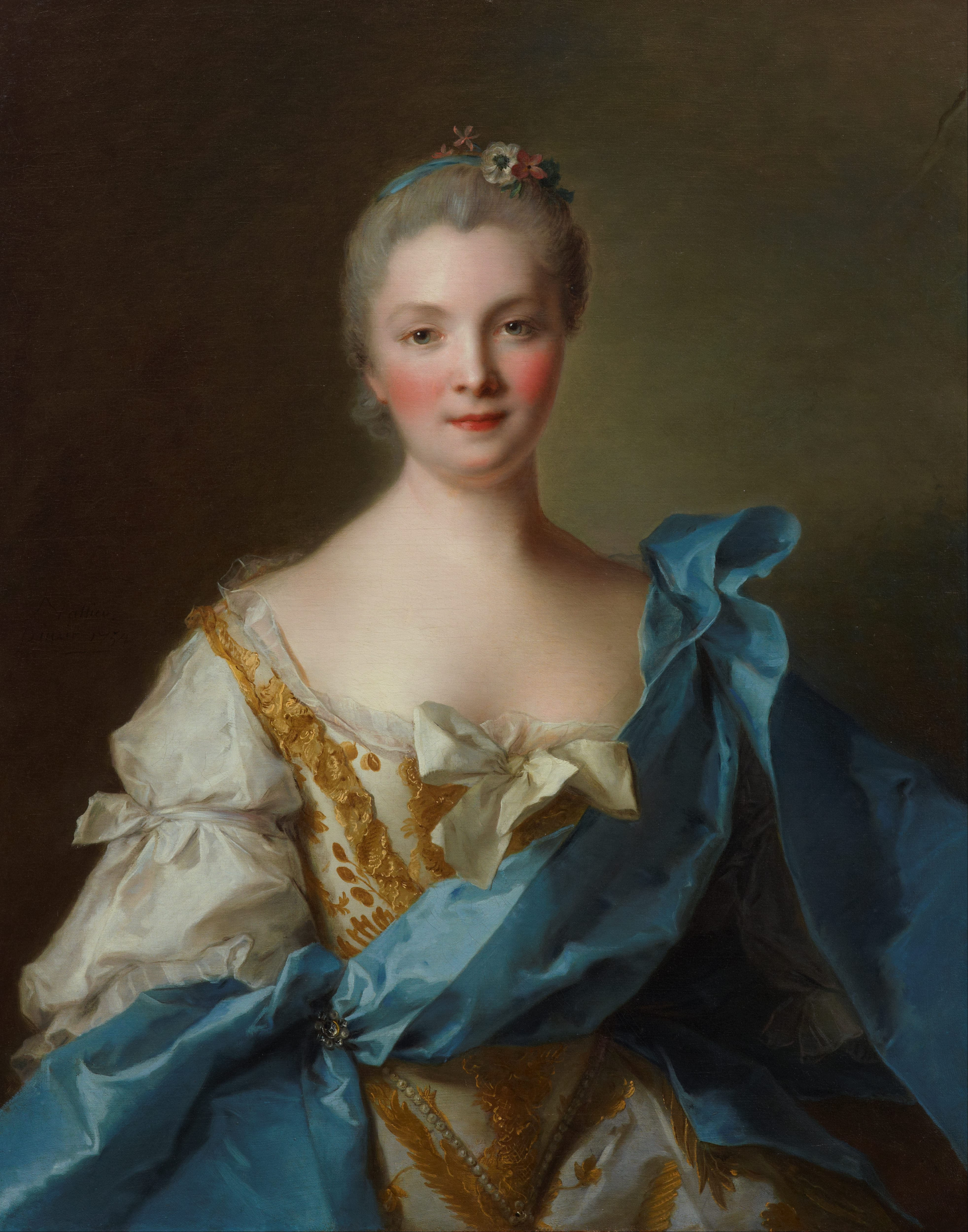
Луиза-Жанна де Дюрфор

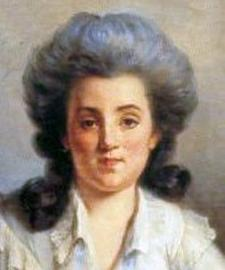
Луиза Фелисите Виктуар д’Омон-Мазарен (1759—1826)

## Список сеньоров де Майен

### Первый дом Майен
- Обер де Майен, сын графа Мэна Гозлена III Мэнского. Был женат на Мелисменде де Майен, дочери губернатора Котантена
- Жоффруа I де Майен (915—980), сеньор де Майен
- Жюэль I де Майен (940-?), сеньор де Майен. Основал замок Майен.

### Второй дом Майен
- Жоффруа II де Майен (1030—1098), барон де Майен, сеньор де Ла-Шартр-сюр-ле-Луар. Супруг Матильды д’Аллюй
- Готье IV де Майен (1060/1070 — 1124), сир де Майен (1114). Был женат на Аделин/Аликс де Божанси, дочери Ланцелина II
- Жюэль II де Майен (1087/1110 — 1161), сын предыдущего, сир де Майен (1120), сеньор де Горрон и д’Амбрьер. Был женат на Клеменции, дочери Гильома I де Понтье
- Жоффруа III де Майен (1135/1147 — 1170), сир де Майен (1158), сын предыдущего. С 1161 года был женат на Изабелле де Бомон (ум. 1220), дочери Галерана IV де Бомона, графа де Мёлана. После смерти первого мужа Клеменция вторично вышла замуж за Мориса де Краона
- Жюэль III де Майен (1163/1168 — 12 апреля 1220), сир де Майен и де Динан (1172). Его сестра Клеменция была женой Робера де Сабле, великого магистра Ордена тамплиеров (1191—1193). Был женат на Гервезе де Динан (ок. 1190—1238), даме де Динан. Их старшая дочь Изабель (1200—1257), дама де Майен и Динан, стала женой Дре V де Мелло (ум. 1249), сеньора де Сен-Морис-Тезуаль и коннетабля Франции. Вторично вышла замуж за Луи, графа де Сансера (ум. 1267). Их младшая дочь, Жанна, стала женой графа Пьера де Вандома (ок. 1200—1249). Еще одна дочь, Маргарита, была выдана замуж за Анри II д’Авогура, графа де Пентьевр и графа Трегье (1205—1267).

### Дом д’Авогур
- Ален II д’Авогур (1230/1235 — ок. 1272), сеньор де Майен и де Динан, старший сын Анри II, графа де Пентьевр и Трегье, сеньора де Гоэль, де Динан и д’Авогур, и Маргарита де Майенн, дочери Жюля II, сеньора де Майенн
- Анри III д’Авогур (1260—1301), единственный сын предыдущего и Клеменции де Бофор, дочери Алена де Бофор, сеньор де Гоэлё и д’Авогур с 1281 года. Был женат на Марии де Бриенн (ум. 13 марта 1339), дочери Луи де Бриенна, виконта де Бомон
- Анри IV д’Авогур (ок. 1280—1334), старший сын предыдущего, сеньор де Гоэлё и д’Авогур с 1301 года, граф де Пентьевр с 1318 года. Был женат на Жанне д’Аркур (ок. 1300—1327), дочери Жана II д’Аркура.
- Жанна де Пентьевр (ок. 1324—1384), герцогиня Бретани в 1341—1365 годах, дама де Майен, д’Эглет, де Шатлодран, графиня Пентьевра и Гоэлё, виконтесса Лиможа. Дочь Ги Бретонского, графа Пентьевр и виконта Лиможа, и его жены Жанны, дамы д’Авогур, графини Гоэлё. Внучка по материнской линии Анри IV д’Авогура

## Дом Блуа-Анжу
- Шарль де Блуа (1319—1364), герцог Бретонский с 1341 года, сеньор де Гиз с 1342 года. Сын Ги I де Шатильона, графа де Блуа и Маргариты де Валуа, сестры короля Франции Филиппа VI. Муж с 1337 года Жанны де Пентьевр.
- Людовик I Анжуйский (1339—1384), второй сын короля Иоанна II Доброго и Бонны Люксембургской, граф, затем герцог Анжуйский, граф дю Мэн и Прованса, титулярный король Неаполитанский. Муж с 1360 года Марии де Шатильон (1345—1404), графини де Гиз, дочери Карла де Блуа, герцога Бретани, Жанны де Дрё, герцогини Бретани.
- Людовик II Анжуйский (1377—1417), герцог Анжуйский, граф Прованский и Мэнский, титулярный король Неаполитанский. Старший сын Людовика I Анжуйского и Марии Блуаской. Был женат с 1400 года на инфанте Иоланде Арагонской, младшей дочери Хуанa I Охотника, короля Арагона, и Иоланды де Бар
- Людовик III Анжуйский (1403—1434), герцог Анжуйский и граф Прованса, титулярный король Неаполитанский. Старший сын герцога Людовика II Анжуйского и Иоланды Арагонской. С 1432 года был женат на Маргарите Савойской (1420—1479), от брака с которой детей не имел.
- Рене Добрый (1409—1480), второй сын Людовика II Анжуйского и Иоланды Арагонской, герцог Лотарингии (1431—1453), герцог Анжуйский (1434—1475), титулярный король Неаполя, Иерусалима, граф де Гиз (1417—1425). Его первой женой была Изабелла Лотарингская (1400—1453). их дочь, Иоланда (1428—1483), стала женой графа Ферри II де Водемона (1417/1428 — 1470), сира де Жуанвиля. Их второй сын, Рене II (1451—1508), герцоги Лотарингский с 1473 года, также носил титулы графа де Водемона, д’Омаля, барона д’Эльбефа.
- Карл IV (1414—1472), граф дю Мэн и барон де Майен с 1441 года. Младший сын герцога Анжуйского Людовика II и Иоланды Арагонской, дочери короля Арагона Хуана I.
- Карл V (1446—1481), герцог Анжуйский и граф Прованс (1480—1481), граф де Гиз и дю Мэн (1472—1481), единственный сын Карла IV Мэнского от второго брака с Изабеллой Люксембургской

В 1481 году после смерти Карла IV Анжуйского герцогство Анжу, графство Прованс и графство Мэн было включено в состав королевского домена. А баронство Майен перешло к герцогу Лотарингии Рене II.

## Лотарингский дом
- 1481—1508: Рене II (2 мая 1451 — 10 декабря 1508), граф де Водемон (1470), барон де Майен (1495/1497), герцог Лотарингии (с 1473) и Бара (с 1480). Второй сын Ферри II, графа де Водемон (1417/1428 — 1470), и его супруги Иоланды Анжуйской (1428—1483). Был женат на Жанне д’Аркур и Филиппе Гелдернской.
- 1508—1550: Клод I Лотарингский (20 октября 1496 — 12 апреля 1550), граф д’Омаль (1508), титулярный граф де Гиз (1508—1520), граф де Гиз (1527), барон д’Эльбёф, де Майенн и де Жуанвиль (1508), 1-й герцог де Гиз (1528), пэр Франции (1528). Пятый сын Рене II (1451—1508), герцога Лотарингии (1473—1508), и Филиппы Гельдернской. С 1513 года женат на Антуанетте де Бурбон-Вандом (1493—1583), дочери Франсуа де Бурбона, графа Вандома, и Марии Люксембургской, графини де Сен-Поль.
- 1550—1563: Франсуа I Лотарингский (17 февраля 1519 — 24 февраля 1563), старший сын предыдущего, 2-й герцог де Гиз, маркиз де Майен, граф, затем герцог Омальский и пэр Франции, барон, затем принц де Жуанвиль, великий камергер и великий ловчий Франции. Был женат с 1548 года на Анне д’Эсте (1531—1607), графине де Жизор, дочери Эрколе II д’Эсте, герцога Феррары, Модены и Реджио, и Рене Французской, дочери короля Франции Людовика XII
- 1563—1573: Клод II Омальский (18 августа 1526 — 3 марта 1573), младший брат предыдущего, граф, а затем (1547) герцог д’Омаль, маркиз де Майенн. Был женат с 1547 года на Луизе де Брезе (1521—1577), сеньоре де Анет, дочери Людовика де Брезе (ум. 1531), графа де Мольврье, и Дианы де Пуатье (1500—1566).
- 1573—1611: Шарль II Лотарингский (26 марта 1554 — 4 октября 1611), второй сын Франсуа I Лотарингского (1519—1563), 2-го герцога де Гиза (1550—1563), и Анны д’Эсте (1531—1607). Младший брат Генриха I Меченого, герцога де Гиза. Маркиз, затем герцог (с 1573 года) де Майен, граф дю Мэн, пэр Франции, адмирал Франции и великий камергер Франции. Женат с 1576 года на Генриетте Савойской (1541/1542—1611), дочери маршала Франции Онора II Савойского (1511—1580), маркиза де Виллара, и Жанны-Франсуазы де Фуа-Кандаль.
- 1611—1621: Генрих Лотарингский (20 декабря 1578 — 20 сентября 1621), старший сын предыдущего, герцог Энгильонский (с 1599), герцог де Майен, маркиз де Виллар, граф дю Мэн, граф де Танд, граф де Соммарива, пэр Франции. Несмотря на брак с Генриеттой Неверской, Генрих не оставил после себя потомства. После его смерти в 1621 году герцогство де Майен перешло к его сестре, Екатерине де Майенн (1585—1618), жене Карла I Гонзага (1580—1637), герцога Мантуи, Монферрата, Невера и Ретеля.

## Дом Гонзага
- 1621—1631: Карл III (1609—1631), 3-й герцог де Майен и герцог д’Эгийон с 1621 год[[]]а, второй сын Карло I Гонзага-Невера, герцога Невера и Ретеля, и Екатерины Лотарингской, дочери Шарля Лотарингского, герцога Майена. Супруга с 1627 года Мария Гонзага (1609—1660), дочь герцога Мантуанского и Монферратского Франческо IV Гонзага (1586—1612)
- 1631—1632: Фердинанд (1610—1632), герцога де Майен и герцог д’Эгийон, младший брат предыдущего. Не был женат и скончался бездетным.
- 1632—1654: Карл IV (1629—1665), герцог де Майен, герцог д’Эгийон, герцог де Невер и де Ретель (1637—1659), герцог Мантуи и Монферрата (1637—1665). Единственный сын Карл II Гонзага и Марии Гонзага. С 1649 года был женат на Изабелле Кларе Австрийской (1629—1685), дочери эрцгерцога Леопольда V.

В 1654 году Карл IV продал герцогство де Майен кардиналу Мазарини. Герцогства Ретель и Невер были проданы его сыном Фердинандом Карлом Гонзага кардиналу Мазарини в 1659 году.

## Дом Мазарини
- 1654—1661: Жюль Мазарини (14 июля 1602 — 9 марта 1661), кардинал, главный министр короля Франции Людовика XIV (1653—1661)

### Дом Манчини
- 1661—1699: Гортензия Манчини (6 июня 1646 — 9 ноября 1699), герцогиня де Ретель и де Майен, принцесса де Порсьен. Племянница кардинала Жюля Мазарини, дочь Микеле Лоренцо ди Манчини и Жеронимы Мазарини (сестры кардинала). С 1661 года жена Армана-Шарля де Лапорта (1632—1713), герцога де Ламейере.

### Дом Ламейере
- 1699—1731: Поль-Жюль де Лапорт (25 января 1666 — 7 сентября 1731), герцог де Ретель (с 1663 года герцог де Мазарини), де Майен и де Ламейере, единственный сын Гортензии Мазарини и Армана-Шарля де Лапорта. Его первой женой с 1685 года была Шарлотта Фелисите де Дюрфор де Дюрас (ум. 1730).
- 1731—1738: Ги-Поль-Жюль де Лапорт (12 сентября 1701 — 30 января 1738), герцог де Мазарини, де Майен и де Ламейере, старший сын предыдущего и Шарлотты-Фелисите де Дюрфор де Дюрас. Был женат с 1716 года Луизе Франсуазе де Роган-Субиз (1695—1755). Их дочь, Шарлотта-Антуанетта де Лапорт (1719—1735), жена с 1733 года Эмманюэля-Фелисите де Дюрфора, герцога де Дюраса (1715—1789), племянника Шарлотты-Фелисите де Дюрфор.

### Дом Дюрфор
- 1738—1781: Луиза-Жанна де Дюрфор (1 сентября 1735 — 17 марта 1781), герцогиня де Мазарини, де Майен и де Ламейере. Дочь Эмманюэля-Фелисите де Дюрфора, герцога де Дюраса (1715—1789), и Шарлотты Антуанетты де Лапорт. Замужем с 1747 года за герцогом Луи Мари д’Омоном (1732—1799).

### Дом д’Омон
- 1781—1799: Луиза д’Омон (22 октября 1759 — 13 декабря 1826), герцогиня де Мазарини (Ретель), де Майен и де Мейере, единственная дочь Луи-Мари, герцога д’Омон (1732—1799) и его супруги, Луизы-Жанны де Дюрфор, герцогини Мазарини (1735—1781). В 1771—1798 годах — жена князя Монако Оноре IV (1758—1819).

### Дом Гримальди
Среди многочисленных титулов нынешнего князя Монако, Альбера II, есть титул герцога де Майена.